# Бойкин, Майлз
Майлз Бойкин (англ. Miles Boykin; 12 октября 1996, Тинли-Парк, Иллинойс) — профессиональный американский футболист, уайд ресивер клуба НФЛ «Питтсбург Стилерз». На студенческом уровне выступал за команду университета Нотр-Дам. На драфте НФЛ 2019 года был выбран в третьем раунде.

## Биография
Майлз Бойкин родился 12 октября 1996 года в Тинли-Парке, одном из пригородов Чикаго. Учился в старшей школе Провиденс Католик в Нью-Леноксе. В составе её футбольной команды выигрывал чемпионат Иллинойса, признавался самым ценным игроком нападения Католической лиги Чикаго, неоднократно включался в различные символические сборные. На момент окончания школы Бойкин входил в рейтинги лучших молодых игроков США по версиям сайтов Rivals, Scout и 247Sports.

### Любительская карьера
В 2015 году Бойкин поступил в университет Нотр-Дам. Первый сезон в команде он провёл в статусе освобождённого игрока, не участвуя в официальных матчах. В 2016 году он сыграл в двенадцати матчах турнира NCAA, набрав 81 ярд с одним тачдауном. В сезоне 2017 года он также провёл двенадцать игр, набрав 253 ярда. Бойкин стал лидером среди ресиверов команды, в среднем набирая по 21,1 ярду на приём мяча. Игроком основного состава он стал в 2018 году. В тринадцати матчах Бойкин набрал на приёме 803 ярда. По ходу турнира он провёл шестиматчевую серию с как минимум одним тачдауном.

#### Статистика выступлений в NCAA
| Сезон | Команда               | Игры | Приём | Приём | Приём | Приём | Вынос | Вынос | Вынос | Вынос |
| Сезон | Команда               | Игры | Rec   | Yds   | Y/A   | TD    | Att   | Yds   | Y/A   | TD    |
| ----- | --------------------- | ---- | ----- | ----- | ----- | ----- | ----- | ----- | ----- | ----- |
| 2015  | Нотр-Дам Файтин Айриш | —    | —     | —     | —     | —     | —     | —     | —     | —     |
| 2016  | Нотр-Дам Файтин Айриш | 12   | 6     | 81    | 13,5  | 1     | 0     | 0     | 0,0   | 0     |
| 2017  | Нотр-Дам Файтин Айриш | 12   | 12    | 253   | 21,1  | 2     | 0     | 0     | 0,0   | 0     |
| 2018  | Нотр-Дам Файтин Айриш | 13   | 59    | 872   | 14,8  | 8     | 0     | 0     | 0,0   | 0     |
| Всего | Всего                 | 37   | 77    | 1206  | 15,7  | 11    | 0     | 0     | 0,0   | 0     |

### Профессиональная карьера
Перед драфтом НФЛ 2019 года аналитик сайта Bleacher Report Мэтт Миллер отмечал большой потенциал для развития Бойкина. Среди его сильных сторон он отмечал антропометрические данные, технику ловли мяча, способность блокировать как тайт-энд. Минусами Миллер называл нехватку скорости и подвижности, а также проблемы с поиском слабых мест в зонной защите соперника.
На драфте Бойкин был выбран «Балтимором» в третьем раунде под общим 93 номером. В июле он подписал с командой четырёхлетний контракт на общую сумму 3,5 млн долларов. По ходу своего дебютного сезона он сыграл в стартовом составе в одиннадцати матчах команды, сделав 13 приёмов на 198 ярдов с тремя тачдаунами. Невысокая результативность Бойкина объяснялась тем, что ему необходимо время для развития имеющихся навыков и роста до уровня НФЛ. В 2020 году он стал вторым принимающим команды после Маркиза Брауна, набрав в регулярном чемпионате 266 ярдов с четырьмя тачдаунами. По ходу сезона он улучшил свою работу на маршрутах и хорошо проявил себя в роли блокирующего игрока.
Перед началом сезона 2021 года состав «Рэйвенс» пополнил Рашод Бейтман, а Бойкин не смог полноценно подготовиться к началу чемпионата из-за травмы подколенного сухожилия. В результате он потерял место в составе и большую часть времени появлялся на поле в составе специальных команд. В конце года он получил ещё одну травму, в результате сыграв всего в восьми матчах. Как игрок нападения Бойкин находился на поле только в 32 розыгрышах, сделав один приём на восемь ярдов. В начале марта 2022 года обозреватель CBS Sports Джейсон Ла Канфора сообщил, что клуб рассматривает возможность обмена или отчисления игрока, чтобы освободить средства под потолком зарплат. В апреле Бойкин был выставлен на драфт отказов и перешёл в «Питтсбург Стилерз».

#### Статистика выступлений в НФЛ

##### Регулярный чемпионат
| Сезон | Команда          | Игры | Приём | Приём | Приём | Приём | Вынос | Вынос | Вынос | Вынос |
| Сезон | Команда          | Игры | Rec   | Yds   | Y/A   | TD    | Att   | Yds   | Y/A   | TD    |
| ----- | ---------------- | ---- | ----- | ----- | ----- | ----- | ----- | ----- | ----- | ----- |
| 2019  | Балтимор Рэйвенс | 16   | 13    | 198   | 15,2  | 3     | 0     | 0     | 0,0   | 0     |
| 2020  | Балтимор Рэйвенс | 16   | 19    | 266   | 14,0  | 4     | 0     | 0     | 0,0   | 0     |
| 2021  | Балтимор Рэйвенс | 8    | 1     | 6     | 6,0   | 0     | 0     | 0     | 0,0   | 0     |
| Всего | Всего            | 40   | 33    | 470   | 14,2  | 7     | 0     | 0     | 0,0   | 0     |

##### Плей-офф
| Сезон | Команда          | Игры | Приём | Приём | Приём | Приём | Вынос | Вынос | Вынос | Вынос |
| Сезон | Команда          | Игры | Rec   | Yds   | Y/A   | TD    | Att   | Yds   | Y/A   | TD    |
| ----- | ---------------- | ---- | ----- | ----- | ----- | ----- | ----- | ----- | ----- | ----- |
| 2019  | Балтимор Рэйвенс | 1    | 3     | 26    | 8,7   | 0     | 0     | 0     | 0,0   | 0     |
| 2020  | Балтимор Рэйвенс | 2    | 3     | 20    | 6,7   | 0     | 0     | 0     | 0,0   | 0     |
| Всего | Всего            | 3    | 6     | 46    | 7,7   | 0     | 0     | 0     | 0,0   | 0     |